# Tomislav Ivković
Tomislav Ivković (Zagreb, 11. kolovoza 1960.), hrvatski je nogometni trener i bivši nogometaš. Kao igrač je igrao na poziciji vratar. Osvojio je brončanu medalju na Olimpijskim igrama u Los Angelesu 1984. godine.

## Igračka karijera

### Klupska karijera
Počeo igrati nogomet u zagrebačkom Dinamu i tu je igrao od 1978. do 1982. godine. S zagrebačkim Dinamom je osvojio kup (1980.) i potom je prešao u vinkovački Dinamo 1983. godine, pa zatim u beogradsku Crvenu zvezdu gdje je igrao od 1983. do 1985. godine. S Crvenom zvezdom je osvojio jugoslavensko prvenstvo (1983./84.) i kup (1984./85.). U inozemstvu je prvotno branio za Tirol Swarovski iz Innsbrucka (1985. – 1988.) te potom za Wienersportklub (1988.), belgijski RRC Genk (1989.) i portugalski Sporting Lisabon (1989. – 1992.). U Portugalu je nastupao još za Estoril, Vitóriju Setúbal i OS Belenenses.

### Reprezentativna karijera
Za nogometnu reprezentaciju Jugoslavije (1983. – 1991.) odigrao je 38 utakmica. Prvi put nastupio je 1983. godine protiv Rumunjske (2:0) u Temišvaru, a posljednji put 1991. protiv Švedske (4:3) u Stockholmu. S Jugoslavijom je sudjelovao na Svjetskom nogometnom prvenstvu 1990. u Italiji, na kojemu je Jugoslavija eliminirana u četvrtfinalu (Argentina 0:0 – nakon izvođenja jedanaesteraca 3:2 za Argentinu). Sudjelovao je na Olimpijskim igrama u Los Angelesu 1984. i osvojio broncu.

## Trenerska karijera
Od 2004. do 2006. godine bio je trener vratara u hrvatskoj nogometnoj reprezentaciji. Potom je bio pomoćni trener u iranskom Persepolisu, a samostalno je u Prvoj HNL vodio čakovečko Međimurje (2010.) i od 2011. do 2015. je vodio zagrebačku Lokomotivu. Ivković je se u srpnju 2016. godine vratio na klupi NK Lokomotive kao trener. U studenom 2016. godine je Ivković ponovno napustio klupu NK Lokomotive i preuzeo saudijski Al-Faisaly. U listopadu 2017. godine preuzeo je NK Slaven Belupo u kojem se zadržao do studenog 2018. Krajem prosinca 2018. preuzima zagrebački nogometni klub Rudeš. U lipnju 2021. godine preuzeo je sarajevski Željezničar. Željezničara trenirao je do pred kraj prosinca iste godine kada je podnio ostavku.

## Priznanja

### Igrač

#### Klupska
Dinamo Zagreb
- Kup maršala Tita (1): 1979./80.

Crvena zvezda
- Prvak Jugoslavije (1): 1983./84.
- Kup maršala Tita (1): 1984./85.

## Zanimljivosti
- Po broju klubova iz kojih je pozivan u reprezentaciju drži rekord.[1]
- S 38 nastupa za Jugoslaviju nalazi se na trećem mjestu jugoslavenskih vratara (Vladimir Beara 59, Milutin Šoškić 50 utakmica).[1]
- Dva puta u godini dana obranio je jedanaesterac Diegu Maradoni (u utakmici Kupa UEFA-e i na svjetskom prvenstvu 1990. u Italiji).[8]
- Posljednji nastup za reprezentaciju Jugoslavije odradio je u rujnu 1991., kada je već naveliko trajao rat u Hrvatskoj.[9]
- Godine 2013. dodijeljen mu je prvi Trofej Tomislav Ivić,[10] no, na konferenciji za tisak pred utakmicu splitskoga Hajduka i zagrebačke Lokomotive u 14. kolu sezone 2013./14., utakmice prije koje je trebao primiti nagradu, Tomislav Ivković odbio je istu primiti zbog, kako je rekao, izjave Hajdukovoga predsjednika Marina Brbića kako je Lokomotiva privilegirana.[11] Nakon toga, istoga dana, nagrada mu je oduzeta "zbog neprimjerenog ponašanja kojim je prekršio Propozicije natječaja, a u kojima stoji kako je uz rezultat i odgoj mladih nogometaša, u izboru za najboljeg hrvatskog trenera, visoko istaknut kriterij primjerenog ponašanja. Svojim izjavama Tomislav Ivković je pokazao nedostatak poštovanja prema liku i djelu pok. Tomislava Ivića, a obezvrijedio je i sve one koji su mu dali svoj glas, videći u njemu trenera dostojnog nagrade (Marin Brbić, Stanko Poklepović, Damir Vrbanović, župan Zlatko Ževrnja...." navelo se u priopćenju Hrvatskoga zbora športskih novinara – sekcije Split, te za sezonu 2012./13. nagrada nije dodijeljena.[12]

## Vanjske poveznice
- FIFA: Tomislav Ivković  Arhivirana inačica izvorne stranice od 11. studenoga 2012. (Wayback Machine)